# Campeonato Mundial de Ciclismo por Eliminación
El Campeonato Mundial de Ciclismo por Eliminación es una competición internacional de ciclismo realizado con bicicletas todo terreno en formato de carreras de eliminación. Es organizado anualmente desde 2019 por la Unión Ciclista Internacional (UCI). Inicialmente, esta prueba estuvo incluida en el Campeonato Mundial de Ciclismo de Montaña (entre 2012 y 2016) y después en el Campeonato Mundial de Ciclismo Urbano (en 2017 y 2018), para realizarse de forma independiente desde 2019.

## Ediciones
| Núm. | Año  | Sede                  | País            |
| ---- | ---- | --------------------- | --------------- |
| I    | 2012 | Leogang / Saalfelden  | Austria         |
| II   | 2013 | Pietermaritzburg      | Sudáfrica       |
| III  | 2014 | Hafjell / Lillehammer | Noruega         |
| IV   | 2015 | Vallnord              | Andorra         |
| V    | 2016 | Nové Město            | República Checa |
| VI   | 2017 | Chengdu               | China           |
| VII  | 2018 | Chengdu               | China           |
| VIII | 2019 | Waregem               | Bélgica         |
| IX   | 2020 | Lovaina               | Bélgica         |
| X    | 2021 | Graz                  | Austria         |
| XI   | 2022 | Barcelona             | España          |
| XII  | 2023 | Palangka Raya         | Indonesia       |
| XIII | 2024 | Aalen                 | Alemania        |
| XIV  | 2025 | Sakarya               | Turquía         |

## Palmarés

### Masculino
| Núm. | Año  | Sede                               | Oro                           | Plata                         | Bronce                        |
| ---- | ---- | ---------------------------------- | ----------------------------- | ----------------------------- | ----------------------------- |
| I    | 2012 | Leogang / Saalfelden · ( Austria)  | Ralph Näf · Suiza             | Miha Halzer Eslovenia         | Daniel Federspiel · Austria   |
| II   | 2013 | Pietermaritzburg ( Sudáfrica)      | Paul van der Ploeg Australia  | Daniel Federspiel · Austria   | Catriel Andrés Soto Argentina |
| III  | 2014 | Hafjell / Lillehammer · ( Noruega) | Fabrice Mels · Bélgica        | Emil Lindgren · Suecia        | Kevin Miquel Francia          |
| IV   | 2015 | Vallnord · ( Andorra)              | Daniel Federspiel · Austria   | Samuel Gaze Nueva Zelanda     | Simon Gegenheinmer · Alemania |
| V    | 2016 | Nové Město · ( República Checa)    | Daniel Federspiel · Austria   | Simon Gegenheinmer · Alemania | Fabrice Mels · Bélgica        |
| VI   | 2017 | Chengdu ( China)                   | Titouan Perrin-Ganier Francia | Simon Gegenheinmer · Alemania | Lorenzo Serres Francia        |
| VII  | 2018 | Chengdu ( China)                   | Titouan Perrin-Ganier Francia | Hugo Briatta Francia          | Lorenzo Serres Francia        |
| VIII | 2019 | Waregem · ( Bélgica)               | Titouan Perrin-Ganier Francia | Hugo Briatta Francia          | Joel Burman · Suecia          |
| IX   | 2020 | Lovaina · ( Bélgica)               | Titouan Perrin-Ganier Francia | Simon Gegenheinmer · Alemania | Anton Olstam · Suecia         |
| X    | 2021 | Graz · ( Austria)                  | Simon Gegenheinmer · Alemania | Jeroen van Eck · Países Bajos | Anton Olstam · Suecia         |
| XI   | 2022 | Barcelona · ( España)              | Titouan Perrin-Ganier Francia | Simon Gegenheinmer · Alemania | Ricky Morales Puerto Rico     |
| XII  | 2023 | Palangka Raya ( Indonesia)         | Titouan Perrin-Ganier Francia | Lorenzo Serres Francia        | Sondre Rokke · Noruega        |
| XIII | 2024 | Aalen · ( Alemania)                | Jeroen van Eck · Países Bajos | Jakob Klemenčič Eslovenia     | Simon Gegenheinmer · Alemania |
| XIV  | 2025 | Sakarya ( Turquía)                 | Edvin Lindh · Suecia          | Theo Hauser · Austria         | Matic Kranjec Žagar Eslovenia |

### Femenino
| Núm. | Año  | Sede                               | Oro                         | Plata                         | Bronce                             |
| ---- | ---- | ---------------------------------- | --------------------------- | ----------------------------- | ---------------------------------- |
| I    | 2012 | Leogang / Saalfelden · ( Austria)  | Alexandra Engen · Suecia    | Jolanda Neff · Suiza          | Aleksandra Dawidowicz · Polonia    |
| II   | 2013 | Pietermaritzburg ( Sudáfrica)      | Alexandra Engen · Suecia    | Jolanda Neff · Suiza          | Linda Indergand · Suiza            |
| III  | 2014 | Hafjell / Lillehammer · ( Noruega) | Kathrin Stirnemann · Suiza  | Linda Indergand · Suiza       | Ingrid Bøe Jacobsen · Noruega      |
| IV   | 2015 | Vallnord · ( Andorra)              | Linda Indergand · Suiza     | Ingrid Bøe Jacobsen · Noruega | Kathrin Stirnemann · Suiza         |
| V    | 2016 | Nové Město · ( República Checa)    | Linda Indergand · Suiza     | Kathrin Stirnemann · Suiza    | Ramona Forchini · Suiza            |
| VI   | 2017 | Chengdu ( China)                   | Kathrin Stirnemann · Suiza  | Ella Holmegård · Suecia       | Perrine Clauzel Francia            |
| VII  | 2018 | Chengdu ( China)                   | Coline Clauzure Francia     | Iryna Popova · Ucrania        | Marion Fromberger · Alemania       |
| VIII | 2019 | Waregem · ( Bélgica)               | Gaia Tormena · Italia       | Isaure Medde Francia          | Coline Clauzure Francia            |
| IX   | 2020 | Lovaina · ( Bélgica)               | Isaure Medde Francia        | Gaia Tormena · Italia         | Fem van Empel · Países Bajos       |
| X    | 2021 | Graz · ( Austria)                  | Gaia Tormena · Italia       | Noémie Garnier Francia        | Iryna Popova · Ucrania             |
| XI   | 2022 | Barcelona · ( España)              | Gaia Tormena · Italia       | Coline Clauzure Francia       | Ella Holmegård · Suecia            |
| XII  | 2023 | Palangka Raya ( Indonesia)         | Gaia Tormena · Italia       | Dara Latifah Indonesia        | Annemoon van Dienst · Países Bajos |
| XIII | 2024 | Aalen · ( Alemania)                | Gaia Tormena · Italia       | Lia Schrievers · Alemania     | Marion Fromberger · Alemania       |
| XIV  | 2025 | Sakarya ( Turquía)                 | Mariya Sujopalova · Ucrania | Isaure Medde Francia          | Mariya Sherstiuk · Ucrania         |

## Medallero histórico
- Actualizado a Sakarya 2025.

| Núm. | País          | Oro | Plata | Bronce | Total |
| ---- | ------------- | --- | ----- | ------ | ----- |
| 1    | Francia       | 8   | 7     | 5      | 20    |
| 2    | Suiza         | 5   | 4     | 3      | 12    |
| 3    | Italia        | 5   | 1     | 0      | 6     |
| 4    | Suecia        | 3   | 2     | 4      | 9     |
| 5    | Austria       | 2   | 2     | 1      | 5     |
| 6    | Alemania      | 1   | 5     | 4      | 10    |
| 7    | Países Bajos  | 1   | 1     | 2      | 4     |
| 7    | Ucrania       | 1   | 1     | 2      | 4     |
| 9    | Bélgica       | 1   | 0     | 1      | 2     |
| 10   | Australia     | 1   | 0     | 0      | 1     |
| 11   | Eslovenia     | 0   | 2     | 1      | 3     |
| 12   | Noruega       | 0   | 1     | 2      | 3     |
| 13   | Indonesia     | 0   | 1     | 0      | 1     |
| 13   | Nueva Zelanda | 0   | 1     | 0      | 1     |
| 15   | Argentina     | 0   | 0     | 1      | 1     |
| 15   | Polonia       | 0   | 0     | 1      | 1     |
| 15   | Puerto Rico   | 0   | 0     | 1      | 1     |
|      | TOTAL         | 28  | 28    | 28     | 84    |